# O Romance da Luxúria
O Romance da Luxúria, ou Primeiras Experiências (em inglês: The Romance of Lust, or Early Experiences) é um romance erótico da Época Vitoriana publicado anonimamente por William Simpson Potter (1805–1879) ou Edward Sellon (1818–1866). Narra a estória das iniciações sexuais do jovem Charlie Roberts.